# Пазіан-ді-Прато
Пазіан-ді-Прато (італ. Pasian di Prato, вен. Pasian de Prato) — муніципалітет в Італії, у регіоні Фріулі-Венеція-Джулія,  провінція Удіне.
Пазіан-ді-Прато розташований на відстані близько 470 км на північ від Рима, 70 км на північний захід від Трієста, 4 км на південний захід від Удіне.
Населення — 9454 особи (2014).
Щорічний фестиваль відбувається 25 липня. Покровитель — San Giacomo.

## Демографія
Населення за роками:

Станом на 1 січня 2023 року в муніципалітеті офіційно проживало 726 іноземців з 48 країн, серед них 205 громадян країн Євросоюзу та 57 громадян України.

## Сусідні муніципалітети
- Базиліано
- Кампоформідо
- Мартіньякко
- Таваньякко
- Удіне